# WinZip
WinZip je program za arhiviranje odnosno backup podataka koji radi pod operativnim sustavom Windows, a proizvod je tvrtke Winzip Computing (bivše Nico Mak Computing). 
WinZip je razvijen ranih 90-tih kao shareware, a zapravo je bio ljuska za arhiver PKZIP, koji je uredno radio pod operativnim sustavom DOS. 1996. programeri ugrađuju kompresiju u sam WinZip i otada PKZIP više nije potreban za rad programa.
Od verzija WinZip 6.0 do verzije 9.0 registrirani korisnici su mogli s interneta skidati nove verzije programa i besplatne nadogradnje. Vrzija 10.0 donosi standard i professional verziju. No, budući Windows XP i Vista bez problema čitaju .zip format podataka, prodaja WinZipa drastično je pala.
U svibnju 2006. tvrtka Corel corporation, poznata po WordPerfectu i CorelDRAWu preuzima tvrtku Winzip computing. 
WinZip ima evaulacijski period koji traje 45 dana, a nakon toga program nastavlja s radom, ali smanjenom funkcionalnošću. U novijim verzijama je to ukinuto, a moglo se i zaobići skidanjem ranije verzije s interneta.

## Svojstva
- Izrada, dodavanje i ekstrahiranje ZIP arhiva
- Integracija u jezgru operatvonog sustava Windows
- 128 i 256 bitna AES enkripcija podatka, 4 GB arhive ili pojedinačne datoteke
- Dekompresija tj. ekstrahiranje .bz2 i .rar datoteka
- Podrška za ARJ, ARC i LHA arhive uz instalirane odgovarajuće programe
- Zapis ZIP arhiva na CD ili DVD
- Integriran FTP

## Vanjske poveznice
- WinZip službena stranica
- Prethodne verzije WinZipa